# Nannocythere pavo
Nannocythere pavo är en kräftdjursart som först beskrevs av Malcolmson 1886.  Nannocythere pavo ingår i släktet Nannocythere, och familjen Loxoconchidae. Arten har ej påträffats i Sverige.